# 竇群
竇 羣（とう ぐん、760年または765年 - 814年）は、唐代の官僚。字は丹列。本貫は京兆府金城県。兄は竇常・竇牟。弟は竇庠・竇鞏。

## 経歴
代宗朝の左拾遺の竇叔向の子として生まれた。同昌郡司馬の竇亶の孫にあたる。竇羣の兄の竇常・竇牟や弟の竇鞏はいずれも進士に及第したが、ひとり竇羣のみが処士となり、常州に隠居し、節操で知られた。母が死去すると、竇羣は1本の指を噛み切って棺の中に入れ、墓のそばに廬を立てて喪に服した。のちに『春秋』を啖助の門人の盧庇に学び、『史記名臣疏』34巻を著した。貞元年間、蘇州刺史の韋夏卿の推薦を受け、その著書を献上されたが、徳宗に取り立てられなかった。韋夏卿が入朝して京兆尹となると、竇羣はまた推薦を受け、召し出されて左拾遺に任じられ、侍御史に転じた。吐蕃に対する使節の張薦の下で判官とされたが、上奏して徳宗に留められ、また侍御史をつとめた。貞元末年、竇羣は王叔文らに加担せず、任用されなかった。
永貞元年（805年）、憲宗が即位すると、竇羣は膳部員外郎に転じ、侍御史知雑事を兼ね、唐州刺史として出向した。山南東道節度使の于頔に招請され、山南東道節度副使・検校兵部郎中となり、御史中丞を兼ね、紫金魚袋を賜った。宰相の武元衡や李吉甫に尊重され、入朝して吏部郎中となった。竇羣は呂温や羊士諤を御史中丞に推挙したが、李吉甫がふたりを排斥したため、李吉甫を恨んだ。
元和3年（808年）8月、李吉甫が宰相を退任して、淮南節度使として出向すると、竇羣らは李吉甫を失脚させようと図った。李吉甫がかつて術士の陳登を安邑里の邸に召し出して泊まらせたことがあったことから、竇羣は吏に命じて陳登を取り調べ、李吉甫の醜聞をでっちあげて上奏した。憲宗が陳登を召しだして尋問すると、その偽りを証言した。憲宗は怒り、竇羣らを処刑しようとしたが、李吉甫の口添えにより、湖南観察使として出された。数日後、竇羣は黔州刺史・黔州観察使に転じた。黔中においては、洪水で破壊された城郭を修復し、渓洞の少数民族を討つのを監督した。辰州・錦州で少数民族の反乱が起こったが、竇羣はこれを討って鎮圧することができなかった。元和6年（811年）9月、開州刺史に左遷された。元和8年（813年）、容州刺史・容管経略観察使に転じた。元和9年（814年）、朝廷に帰還するよう勅命が下り、道中の衡州で病没した。享年は50または55。左散騎常侍の位を追贈された。
子に竇謙余・竇審余があった。

## 伝記資料
- 『旧唐書』巻155 列伝第105
- 『新唐書』巻175 列伝第100